# يولاندا كينغ
يولاندا دينيس كينغ (بالإنجليزية: Yolanda King)‏ (17 نوفمبر 1955 - 15 مايو 2007) كانت ناشطة أمريكية وأول ابنة للدكتور مارتن لوثر كينغ الأبن من زوجته كوريتا سكوت كينغ وكانت معروفة أيضا بأن لها أعمال فنية ومساعي ترفيهيه وخطابية.

## روابط خارجية
- يولاندا كينغ على موقع IMDb (الإنجليزية)
- يولاندا كينغ على موقع أول موفي (الإنجليزية)
- يولاندا كينغ على موقع قاعدة بيانات الأفلام السويدية (السويدية)
- يولاندا كينغ على موقع قاعدة بيانات الفيلم (الإنجليزية)
- Yolanda King Speech at HRC Dinner على يوتيوب
- Odessa (film)